# Ranville-i katonai temető
A ranville-i katonai temető (Ranville war cemetery) második világháborús sírkert, amelyben zömében brit katonák nyugszanak, akik a normandiai csatában haltak meg.

## Története
A temetőt a franciaországi Ranville-nél létesítették 1944 nyarán, a normandiai partraszállás után. A létesítményben, amelyet a nemzetközösségi hadisírgondozó szervezet, a Commonwealth War Graves Commission gondoz, 2418 hősi halott nyugszik. Közülük 2236 a Nemzetközösség tagja volt, 90-ük kiléte ismeretlen. Rajtuk kívül 323 német katonát és néhány más nemzetiségű halottat hantoltak el a területen.
Ranville az első település volt, amelyet a légi szállítású katonák és a kétéltű járművekkel végrehajtott partraszállás résztvevői felszabadítottak. A település közelében található Bénouville, ma Pegasus hidat 1944. június 6. korai óráiban érték el a brit 6. légi szállítású hadosztály katonái, akik két vitorlázó repülőgéppel, valamint ejtőernyővel landoltak a közelben. A hadosztály sok hősi halottja nyugszik a temetőben, köztük Den Brotheridge hadnagy, akit a normandiai partraszállás első olyan halottjának tartanak, aki harci cselekményben vesztette életét.
A Brotheridge-et és szakaszát szállító vitorlázógép 0.16-kor landolt a Bénouville híd közelében. A britek megrohanták a Caen csatorna fölötti átkelőt védő német állásokat, és rövid, de heves ütközetben elfoglalták a hidat. Az objektumot ellenőrző Brotheridge-et egy újra megszólaló német géppuska eltalálta a hátán és a nyakán. A hadnagy kevéssel ezután meghalt.
A sírkertben 76 kanadai hősi halott nyugszik, kilencen a légierő tagjai voltak, 57-en pedig az 1. Kanadai Ejtőernyős-zászlóaljba tartoztak. Utóbbi a Brit 6. Légi Szállítású Hadosztály része volt. Mintegy 450 kanadai ejtőernyős ért földet néhány órával a partraszállás megkezdése előtt. Az erős szélben szétszóródtak, 84-en hadifogságba kerültek, de sikerült teljesíteniük a kitűzött feladatokat, hidakat semmisítettek meg a Divette és a Dives folyónál, valamint elfoglaltak egy német állást Varaville közelében.